# SMS Helgoland (1909)
Az SMS Helgoland csatahajó a Helgoland-osztály vezérhajója volt. A hajót 1908-ban kezdték el építeni, és a munkálatokkal 1911 decemberére készültek el. A hajó ára 4 619 600 német márka volt. A hossza 548 láb volt, a szélessége 93 láb. A jütlandi csata során vetették be először, ahol  rengeteg találatot kapott.